# Vladimir Deščak
Vladimir Deščak (Brežice, 17. kolovoza 1972. – Bijela Stijena, 1. svibnja 1995.), dragovoljac Domovinskog rata.

## Životopis
Deščak je rođen 17. kolovoza 1972. u Brežicama, Slovenija. U lipnju 1991., odmah nakon završene srednje škole i maturalne večeri, pristupio je kao dragovoljac obrani Hrvatske tj. u 1. gardijsku brigadu "Tigrovi". S "Tigrovima" prolazi kompletno ratište, gdje pokazuje izuzetno hrabrost i odvažnost. 1992. godine prelazi u Vojnu policiju (66. bojna), gdje nastavlja kao vojni policajac izvršavati vojno – policijske zadaće na prostoru cijele Hrvatske. U Ministarstvo unutarnjih poslova Deščak prelazi 1. veljače 1993. godine, a 9. siječnja 1995. godine prelazi u Specijalnu jedinicu PU zagrebačke "Alfe" i s istom sudjeluje u akcijama "Krug", "Poskok 2" i "Bljesak". U vojno-redarstvenoj oslobodilačkoj akciji "Bljesak" Deščak je bio izviđač u skupini čiji je osnovni zadatak bio probiti neprijateljske linije i omogućiti daljnji prodor naših snaga. 1. svibnja 1995. godine prilikom izviđanja neprijateljskih položaja pogođen je s tri-četiri metka iz strojnice, pri čemu je smrtno stradao. U trenutku pogibije obnašao je dužnost policajca-specijalca. Odlikovan je Spomenicom domovinskog rata, a postumno je odlikovan Redom Petra Zrinskog i Frana Krste Frankopana s pozlaćenim pleterom, Redom Nikole Šubića Zrinskog i medaljom Bljesak. Iza sebe je ostavio roditelje, suprugu i dvoje djece. Svake godine veterani iz specijalne jedinice Alfe organiziraju memorijalni turnir u praktičnom pucanju Deščaku u čast. Osnovna škola u Rakitju, koju je pohađao, nosi ime Vladimira Deščaka.